# Движение за поместное православие русской традиции в Западной Европе
Движе́ние за поме́стное правосла́вие ру́сской тради́ции в За́падной Евро́пе (фр. Mouvement pour une Orthodoxie Locale de Tradition Russe, сокращённо OLTR) — французская общественная организация, созданная 31 марта 2004 года в Париже мирянами Московского патриархата, Западноевропейской архиепископии русских приходов Константинопольского патриархата и Русской зарубежной церкви. Целью данной организации, согласно её уставу, является «созидание Поместной Православной Церкви в Западной Европе в духе верности русской духовной и богослужебной традиции».

## История
Непосредственным поводом к созданию данной организации стало обращение патриарха Алексия II от 1 апреля 2003 года к митрополиту Сурожскому Антонию, архиепископу Брюссельскому и Бельгийскому Симону, архиепископу Корсунскому Иннокентию, епископу Команскому Гавриилу, епископу Женевскому и Западно-Европейскому Амвросию (РПЦЗ) и ко всем православным приходам русской традиции в Западной Европе. В обращении было предложено образовать на базе существующих в этом регионе церковных епархий русского происхождения и русской духовной традиции митрополичий округ, который обладал бы правами самоуправления, в том числе правом избрания предстоятеля собором округа в составе иерархов, клириков и мирян на основе собственного устава.
В июне 2003 года патриарх Алексий II объяснил стремление создать в Западной Европе митрополичий округ русской традиции в юрисдикции Московского патриархата «заботой о судьбе русскоязычной православной паствы, других православных христиан, связывающих себя с русской духовной традицией»:

К нам поступает множество писем от этих людей, которые хотят открыть новые приходы, не имеют должного духовного руководства, иногда вообще лишены возможности регулярной исповеди, доверительной беседы со священником. Большинство этих людей не мыслит Церкви без единства и спрашивает: почему у одного народа разные «юрисдикции»? За последние годы в Европу по разным причинам прибыли миллионы наших верующих. Они нуждаются в единой Церкви, сохраняющей связь с Родиной, но живущей с учётом местных особенностей. <…> Некоторые наши верующие, а также их пастыри опасаются, что создание самоуправляемой митрополии может ослабить их связь с Церковью в Отечестве. Но ведь речь идёт не о разделении, а о восстановлении единства, того единства, которое было разрушено много лет назад из-за революции и гражданской войны, а затем — и войны «холодной».

Как отмечал глава ОВЦС митрополит Смоленский и Калининградский Кирилл (Гундяев),

Предложенная модель митрополичьего округа могла бы способствовать восстановлению духовного единства русскоязычной диаспоры, которая сейчас разделена между тремя юрисдикциями (Московским Патриархатом, Экзархатом русских православных приходов в Западной Европе в юрисдикции Константинопольского Патриархата и Русской Зарубежной Церковью), учитывая местные специфические особенности, сложившиеся в русских приходах за долгие годы их существования в отрыве от Родины. При том, что значительную часть общин русской православной традиции составляют перешедшие в Православие представители местных народов, в дальнейшем структура митрополичьего округа могла бы стать хорошим основанием для образования в Западной Европе своей Поместной Церкви.

Как отмечал Серафим Ребиндер, председатель движения,

Обращение Патриарха вызвало неоднозначную реакцию в русской диаспоре. Многие поняли этот призыв попросту как приглашение присоединиться к Русской Церкви и восстановить то положение, которое было до 1917 года. Такой ложной интерпретацией воспользовались для критики Русской Церкви, которая будто бы проповедует экклезиологию, отмеченную филетизмом. Однако достаточно перечитать письмо Патриарха, чтобы понять, что речь идет об объединении православных русского происхождения в лоне автономной митрополии, с дальнейшей целью создания Поместной Церкви. Более того, впервые Первоиерарх одной из автокефальных Церквей призывает епархии, происшедшие из данной Церкви, к тому, чтобы встать на путь создания поистине поместной и канонической Церкви, то есть объединяющей всех православных, независимо от их этнического происхождения. Постепенно выявилась необходимость в создании движения, которое способствовало бы правильному пониманию Патриаршего обращения и которое получило конкретное оформление лишь теперь, год спустя.

31 марта 2004 года последовало учреждение общественной организации «Движение за поместное Православие русской традиции в Западной Европе» (OLTR). Основные идеи OLTR были изложены в коммюнике:

Проживающие в Западной Европе православные всё тяжелее воспринимают разделение Православной Церкви в наших странах на различные юрисдикции, в основном по этническим критериям. Среди них русские по происхождению страдают вдвойне: в основе их разделений — те чёрные десятилетия, когда Русская Церковь была под властью тоталитарного богоборческого режима. Мы осознаем, что такое положение глубоко противоречило самой сути Церкви. Для окружающего мира образ Русской Церкви оказался искажённым. Многие среди нас считают, что после того призыва, с которым к нам обратился Первоиерарх Русской Церкви, Его Святейшество Алексий II, настало время приложить максимум усилий, чтобы перейти к новому церковному устроению, более соответствующему основам нашей веры.
На учредительном собрании «Движения за поместное православие русской традиции в Западной Европе» председателем совета OLTR был избран Серафим Ребиндер (скончался 13 марта 2018 года). Членами-основателями OLTR, кроме него, стали ещё 24 мирянина всех трёх юрисдикций русской традиции в Западной Европе: Марк Андроников, Константин Давыдов, Сергей фон Пален, Василий фон Тизенгаузен, Сергей Капнист, Никита и Ксения Кривошеины, Олег Лавров, Виктор Лупан, Константин Малинин, Андрей Малинин, Елена Маркова, Михаил Милкович, Сергей Оболенский, Андрей Рачинский, Николай Росс, Димитрий Шаховской, Андрей Шмеман (+7 ноября 2008), Алексей Чертков, Вадим Тихоницкий, Александр Трубецкой, Эмилия ван Таак, Георгий фон Розеншильд-Паулин, Анна Воронцова-Вельяминова.
9 декабря 2004 года Совет архиепископии под председательством новоизбранного архиепископа Гавриила (де Вильдера) отверг предложение Московской патриархии как неприемлемое, сославшись при этом на документ 1966 года, в котором «наши отцы и учители в вере» отвергли «всякую возможность возврата в Московский Патриархат <…> если бы даже в России положение Церкви было нормальным» и констатировали, что «Архиепископия стала местной и многонациональной Церковью». Позднее в заявлении OLTR отмечалось, что «сторонники более глубокого обдумывания предложения патриарха были систематически выведены из состава совета архиепископии и приходских советов». По словам Виктора Лупана, появление «Движения за поместное православие русской традиции в Западной Европе», созданного мирянами, «было встречено верхушкой Архиепископии с неприкрытой ненавистью».
16 июня 2006 года на Трёхсвятительском подворье в Париже состоялась встреча председателя отдела внешних церковных связей Московского патриархата митрополита Смоленского и Калининградского Кирилла и архиепископа Берлинского и Германского Марка (Арндта) (Русская зарубежная церковь) с представителями руководства Движения за поместное православие русской традиции.
C 2004 по 2013 год OLTR выпустила 14 коммюнике и пять специальных заявлений, посвящённых важнейшим событиям православия русской традиции в Западной Европе. Зачастую заявления были связаны с различными конфликтами между Парижской архиепископией и Московским патриархатом.

## Коммюнике
- Коммюнике № 1 от 11 апреля 2004 года — Создание OLTR Архивная копия от 4 марта 2016 на Wayback Machine
- Коммюнике № 2 от 4 июня 2004 года — Un débat doit s’engager Архивная копия от 20 августа 2016 на Wayback Machine
- Коммюнике № 3 от 10 сентября 2004 года — Построение поместной Церкви Архивная копия от 4 марта 2016 на Wayback Machine (и приложение к заявлению № 3 Архивная копия от 4 марта 2016 на Wayback Machine)
- Коммюнике № 4 от 12 ноября 2004 года — Des statuts fondateurs pour une Métropole en devenir Архивная копия от 4 марта 2016 на Wayback Machine
- Специальное коммюнике № 1 от 18 января 2005 года — Прискорбные события Архивная копия от 20 августа 2016 на Wayback Machine
- Коммюнике № 5 от 23 января 2005 года — реакция OLTR Архивная копия от 4 марта 2016 на Wayback Machine
- Коммюнике № 6 от 23 февраля 2006 года — Биарриццкое дело Архивная копия от 6 июня 2015 на Wayback Machine
- Коммюнике № 7 от 30 мая 2006 года — По поводу событий, которые в настоящее время происходят в Православной Церкви в Европе Архивная копия от 20 августа 2016 на Wayback Machine
- Коммюнике № 8 от 3 ноября 2006 года — Призыв к мудрости для преодоления напряжённости. Архивная копия от 4 марта 2016 на Wayback Machine
- Коммюнике № 9 от 21 ноября 2006 года — Публикации акта о каноническом общении между московским Патриархатом и Русской Православной Церковью Заграницей Архивная копия от 4 марта 2016 на Wayback Machine
- Коммюнике № 10 от 17 сентября 2007 года — О ситуации в Ницце Архивная копия от 20 августа 2016 на Wayback Machine
- Специальное коммюнике № 2 от 19 сентября 2007 года — Прибытие во Францию Его Святейшества Алексия II, Патриарха Московского и всея Руси Архивная копия от 4 марта 2016 на Wayback Machine
- Коммюнике № 11 от 15 октября 2007 года — Визит в Париж его Святейшего Алексия II, Патриарха Московского и всея Руси Архивная копия от 7 июня 2015 на Wayback Machine
- Коммюнике № 12 от 21 октября 2007 года — Воссоединения — Лионский приход Архивная копия от 6 июня 2015 на Wayback Machine
- Коммюнике № 13 от 24 февраля 2008 года — О конфликте в Биаррице Архивная копия от 6 июня 2015 на Wayback Machine
- Специальное коммюнике № 3 от 6 декабря 2008 года — Кончина Его Святейшества Алексия II, Патриарха Московского и всея Руси Архивная копия от 6 июня 2015 на Wayback Machine
- Коммюнике № 14 от 13 января 2009 года — 40 день по кончине Патриарха Алексия II Архивная копия от 6 июня 2015 на Wayback Machine
- Специальное коммюнике № 4 от 27 января 2009 года — Избран новый Патриарх Московский и всея Руси Кирилл! Архивная копия от 6 июня 2015 на Wayback Machine
- Коммюнике № 15 от 6 июня 2009 года — Участники всеправославной совещания с 6 по 13 июня 2009 года в Шамбези, Швейцария. Архивная копия от 20 августа 2016 на Wayback Machine
- Коммюнике № 16 от 16 марта 2011 года — Опасения по поводу избрания епископов в Архиепископии Архивная копия от 4 марта 2016 на Wayback Machine
- Коммюнике № 17 от 15 октября 2011 — Как решить проблему Ниццы? Архивная копия от 4 марта 2016 на Wayback Machine
- Специальное заявление от 24 марта 2013 года — Декларация OLTR по поводу текущих трудностей Архиепископии Архивная копия от 9 октября 2019 на Wayback Machine

## Руководство
Руководство движения:
- Георгий фон Розеншильд — президент
- Дмитрий Шаховской — вице-президент
- Михаил Милкович — вице-президент
- Сергей Капнист — казначей